# Ахмедова Фірангіз Юсіф-кизи
Фірангіз Юсіф кизи Ахмедова (азерб. Firəngiz Yusif qızı Əhmədova; 23 вересня 1928, місто Баку, тепер Азербайджан — 16 грудня 2011, місто Баку, Азербайджан) — радянська та азербайджанська оперна співачка. Народна артистка СРСР (1967). Депутат Верховної Ради Азербайджанської РСР 5-го скликання. Депутат Верховної Ради СРСР 4-го скликання.

## Біографія
Народилася в родині бакинського робітника-нафтовика. Закінчила Бакінське музичне училище імені Асафа Зейнали, в 1955 році — Азербайджанську консерваторію (клас М. Колотової).
У 1946—1951 роках — солістка хору Азербайджанського радіо.
У 1951—1988 роках — солістка Азербайджанського державного академічного театру опери та балету імені М. Ф. Ахундова в Баку.
Член КПРС з 1963 року.
Виконавиця різних камерних творів і російських романсів (М. Глінки, П. Чайковського, С. Рахманінов, С. Танєєва), пісень («Сянсіз» У. Гаджибекова, «Моя країна» А. Зейнали, «Арзу» Ніязі) та ін. Гастролювала містами СРСР і за кордоном (Прага, Братислава, Варшава, Софія, Бухарест, Берлін).
У 1989—1997 роках вела майстер-класи в Азербайджанському державному академічному театрі опери та балету.
Померла 16 грудня 2011 року в Баку. Похована на Алеї почесного поховання міста Баку.

## Нагороди та звання
- Орден Леніна (1959)
- орден «Слава» (Азербайджан) (1998)
- Заслужена артистка Азербайджанської РСР (1957)
- Народна артистка Азербайджанської РСР (1964)
- Народна артистка СРСР (1967)
- Золота медаль «Театральний діяч» (2009)
- Персональний стипендіат Президента Азербайджанської Республіки